# Anablepsoides erberi
Anablepsoides erberi es un pez de agua dulce la familia de los rivulines en el orden de los ciprinodontiformes.

## Morfología
De cuerpo alargado, los machos pueden alcanzar los 6 cm de longitud máxima.

## Distribución geográfica
Se encuentran en ríos de Sudamérica, en la cuenca de la cabecera del río Amazonas en Ecuador.

## Hábitat
Viven en pequeños cursos de agua entre 22 y 26°C con pH = 7 o algo mayor, de comportamiento bentopelágico, es una especie no migradora.
Es difícil de mantener en acuario.